# Hydriomena cydippe
Hydriomena cydippe là một loài bướm đêm trong họ Geometridae.